# Larissa Cain
Larissa Cain (* als Larissa Sztorchan, 8. Oktober 1932 in Sosnowiec, Polen) ist eine polnisch-französische Dentistin und Holocaustüberlebende.

## Leben und Wirken
Larissa Sztorchan war die Tochter von Jakob Hersch Sztorchan (geb. 1904) und dessen Ehefrau Dorka geborene Tenenbaum (geb. 1903), die ab 1934 im jüdischen Viertel Warschaus einen Süßwarenladen betrieben.
Während der deutschen Besetzung Polens war sie mit ihren Eltern im Warschauer Ghetto inhaftiert. Sie konnte 1942 aus dem Ghetto fliehen und überlebte in Verstecken in Warschau und an anderen Zufluchtsorten die Verfolgungen, während ihre Eltern und der größte Teil ihrer Verwandtschaft von den Deutschen ermordet wurden. Im Januar 1945 wurde sie befreit und in einem jüdischen Waisenhaus untergebracht. Ihre Tante Sophie und ihr Onkel Zanwel sowie ihre Tochter Irène waren die einzigen Überlebenden ihrer Familie. Sie fanden Larissa 1946 und brachten sie nach Nancy, Frankreich. Larissa Cain, seit 1956 mit dem Ingenieur Hubert Cain verheiratet, arbeitete dort nach einer entsprechenden Ausbildung als Kieferchirurgin. 
Seit den 1970er Jahren war sie aktives Mitglied der Fils et filles de déportés juifs de France (FFDJF) und schloss sich Anfang 1980 der von Serge Klarsfeld organisierten Fahrt zu den Prozessterminen des Kölner Lischka-Prozesses an.
Nach dem Ende ihres aktiven Berufslebens begann sie als Autorin und Zeitzeugin zu arbeiten.

## Schriften (Auswahl)
- Helena retrouvée: récits polonais. Harmattan, Paris 2013.
- Irena Adamowicz: une juste des nations en Pologne. Cerf, Paris 2009.[5]
- L’Odyssée d’Oleg Lerner: Varsovie 1940–1945. Éditions Syros Jeunesse, Paris 2007.[6]
  - Neuausgabe unter dem Titel: L’errance d’Oleg Lerner, Pologne 1940–1945.
- Ghettos en révolte. Pologne 1943. Éditions Autrement, Paris 2003.
- J’étais enfant à Varsovie. Éditions Syros Jeunesse, Paris 2003.[7]
- Une enfance au Ghetto de Varsovie. Éditions l’Harmattan, Paris 1997.